# AGROVOC
AGROVOC은 Agriculture, Forestry, Fisheries, Food security(농업, 산림, 어업, 식량 보존)의 약자로 농업, 산림, 어업, 식량 보존과 그에 연결된 분야 (예를 들면 지속 가능한 발전과 영양) 안에서 모든 주제와 관련된 다중 언어로 서비스되는 사전이다.
AGROVOC은 다중 언어로 된 단어나 표현(TERM),그리고 그 단어들의 연관성(넓은 관계, 좁은 관계, 연관 관계)등으로 구성되며, 정보 자원을 검색하는 데 사용된다. 이것의 중요한 역할은 검색을 좀 더 단순하면서 효과적으로 하기 위한 인덱스나 인덱스 과정을 표준화 시키는 것과 이를 통해 더 나은 검색 결과를 사용자에게 제공하는 것이다.
AGROVOC 시소러스는 1980년대 초기에 국제 연합 산하 식량 농업 기구와 유럽연합이 공동으로 개발하였다. 이것은 3개월마다 식량 농업 기구를 통해 업데이트되며, AGROVOC 웹사이트를 통해 사용자들은 그 업데이트 내용을 확인할 수 있다.
AGROVOC은 식량 농업 기구의 6개의 공식언어인 영어, 프랑스어, 스페인어, 러시아어, 중국어, 아랍어를 통해 서비스되고 있다. 또한 체코어, 포르투갈어 그리고 태국어로도 서비스된다. 다른 언어들도 (+30) 현재 번역이 진행 중이다.

## 같이 보기
- 농업 정보 관리 표준
- 농업 온톨로지 서비스
- AgMES